# Izkustveno zdravljenje
Izkustveno (empirično) zdravljenje pomeni zdravljenje z zdravili na podlagi izkustva oziroma raziskovalnih dokazov in predvidene etiologije bolezni brez dodatnih diagnostičnih ukrepov, ki bi potrdili etiologijo bolezni. Običajno se nanaša na zdravljenje okužb; včasih je pri nevarnih okužbah z neznanim povzročiteljem namreč potrebno takojšnje ukrepanje s širokospektralnim antibiotikom, medtem ko se čaka na izvide mikrobioloških preiskav. Zaradi potrebe po takojšnji uvedbi zdravljenja je izkustveno zdravljenje v nekaterih primerih nujno, lahko pa uporaba širokospektralnih antibiotikov privede v pojav odpornosti povzročitelja proti določenemu antibiotiku, kar lahko postane tudi javnozdravstveni problem. Zato je pomembna smotrna  (nadzorovana) raba protimikrobnih zdravil. Pogosto uporabljan ukrep pri izkustvenem zdravljenju je tako imenovana deeskalacija, pri kateri se uvede širokospektralni antibiotik, ki je učinkoviti proti skoraj vsem možnim povzročitelje, ko pa je povzročitelj znan, se antibiotik zamenja s ciljanim ožjespektralnim zdravilom. Na ta način se zagotovi takojšnje učinkovito zdravljenje, nato pa se skuša zmanjšati vpliv na razvoj mikrobne odpornosti.